# Cyklistika na Letních olympijských hrách 2008
Cyklistické soutěže na Letních olympijských hrách 2008 v Pekingu probíhaly od 9. srpna do 23. srpna celkem na 4 olympijských sportovištích v Laoshan Velodrome (dráhová), na Laoshan Mountain Bike Course (horská), Laoshan BMX Field (BMX) a na Beijing Cycling Road Course (silniční).

## Silniční cyklistika

### Muži
| Kategorie                      | Zlato                               | Stříbro                             | Bronz                                          |
| ------------------------------ | ----------------------------------- | ----------------------------------- | ---------------------------------------------- |
| Muži závod s hromadným startem | Samuel Sánchez · Španělsko (ESP)    | Fabian Cancellara · Švýcarsko (SUI) | Alexandr Kolobnev · Rusko (RUS)                |
| Muži časovka                   | Fabian Cancellara · Švýcarsko (SUI) | Gustav Larsson · Švédsko (SWE)      | Levi Leipheimer · Spojené státy americké (USA) |

### Ženy
| Kategorie                      | Zlato                                               | Stříbro                               | Bronz                          |
| ------------------------------ | --------------------------------------------------- | ------------------------------------- | ------------------------------ |
| Ženy závod s hromadným startem | Nicole Cookeová · Velká Británie (GBR)              | Emma Johansson · Švédsko (SWE)        | Tatiana Guderzo · Itálie (ITA) |
| Ženy časovka                   | Kristin Armstrongová · Spojené státy americké (USA) | Emma Pooleyová · Velká Británie (GBR) | Karin Thürig · Švýcarsko (SUI) |

## Dráhová cyklistika

### Muži
| Kategorie                        | Zlato                                                                              | Stříbro | Bronz                                                                                         |
| -------------------------------- | ---------------------------------------------------------------------------------- | --- | --------------------------------------------------------------------------------------------- |
| Muži stíhací závod (jednotlivci) | Bradley Wiggins · Velká Británie (GBR)                                             | Hayden Roulston · Nový Zéland (NZL)                                                                                    | Steven Burke · Velká Británie (GBR)                                                           |
| Muži stíhací závod (družstva)    | Velká Británie (GBR) · Ed Clancy · Paul Manning · Geraint Thomas · Bradley Wiggins | Dánsko (DEN) · Alex Nicki Rasmussen · Michael Mørkøv · Casper Jørgensen · Jens-Erik Madsen · Michael Færk Christensen* | Nový Zéland (NZL) · Sam Bewley · Jesse Sergent · Hayden Roulston · Marc Ryan · Westley Gough* |
| Muži sprint (jednotlivci)        | Chris Hoy · Velká Británie (GBR)                                                   | Jason Kenny · Velká Británie (GBR)                                                                                     | Mickaël Bourgain · Francie (FRA)                                                              |
| Muži sprint (družstvo)           | Velká Británie (GBR) · Jamie Staff · Jason Kenny · Chris Hoy                       | Francie (FRA) · Grégory Baugé · Kévin Sireau · Arnaud Tournant                                                         | Německo (GER) · René Enders · Maximillian Levy · Stefan Nimke                                 |
| Muži bodovací závod 40 km        | Joan Llaneras · Španělsko (ESP)                                                    | Roger Kluge · Německo (GER)                                                                                            | Chris Newton · Velká Británie (GBR)                                                           |
| Muži keirin                      | Chris Hoy · Velká Británie (GBR)                                                   | Ross Edgar · Velká Británie (GBR)                                                                                      | Kiyofumi Nagai · Japonsko (JPN)                                                               |
| Muži madison 50 km               | Argentina (ARG) · Juan Esteban Curuchet · Walter Fernando Perez                    | Španělsko (ESP) · Joan Llaneras · Antonio Tauler                                                                       | Rusko (RUS) · Michail Ignaťjev · Alexej Markov                                                |

### Ženy
| Kategorie                        | Zlato                                        | Stříbro                                  | Bronz                             |
| -------------------------------- | -------------------------------------------- | ---------------------------------------- | --------------------------------- |
| Ženy stíhací závod (jednotlivci) | Rebecca Romerová · Velká Británie (GBR)      | Wendy Houvenaghel · Velká Británie (GBR) | Lesya Kalitovska · Ukrajina (UKR) |
| Ženy sprint (jednotlivci)        | Victoria Pendletonová · Velká Británie (GBR) | Anna Meares · Austrálie (AUS)            | Guo Shuang · Čína (CHN)           |
| Ženy bodovací závod 25 km        | Marianne Vosová · Nizozemsko (NED)           | Yoanka González · Kuba (CUB)             | Leire Olaberría · Španělsko (ESP) |

* Participate in the preliminary round only.

## Horská kola
| Kategorie          | Zlato                           | Stříbro                                | Bronz                           |
| ------------------ | ------------------------------- | -------------------------------------- | ------------------------------- |
| Muži cross-country | Julien Absalon · Francie (FRA)  | Jean-Christophe Péraud · Francie (FRA) | Nino Schurter · Švýcarsko (SUI) |
| Ženy cross-country | Sabine Spitzová · Německo (GER) | Maja Włoszczowska · Polsko (POL)       | Irina Kalentieva · Rusko (RUS)  |

## BMX
| Kategorie | Zlato                                  | Stříbro                                 | Bronz                                         |
| --------- | -------------------------------------- | --------------------------------------- | --------------------------------------------- |
| Muži      | Māris Štrombergs · Lotyšsko (LAT)      | Mike Day · Spojené státy americké (USA) | Donny Robinson · Spojené státy americké (USA) |
| Ženy      | Anne-Caroline Chausson · Francie (FRA) | Laëtitia Le Corguillé · Francie (FRA)   | Jill Kintner · Spojené státy americké (USA)   |

## Přehled medailí
| Pořadí | Země                         | Zlato | Stříbro | Bronz | Celkově |
| ------ | ---------------------------- | ----- | ------- | ----- | ------- |
| 1      | Velká Británie (GBR)         | 8     | 4       | 2     | 14      |
| 2      | Francie (FRA)                | 2     | 3       | 1     | 6       |
| 3      | Španělsko (ESP)              | 2     | 1       | 1     | 4       |
| 4      | Spojené státy americké (USA) | 1     | 1       | 3     | 5       |
| 5      | Švýcarsko (SUI)              | 1     | 1       | 2     | 4       |
| 6      | Německo (GER)                | 1     | 1       | 1     | 3       |
| 7      | Argentina (ARG)              | 1     | 0       | 0     | 1       |
| 8      | Lotyšsko (LAT)               | 1     | 0       | 0     | 1       |
| 9      | Nizozemsko (NED)             | 1     | 0       | 0     | 1       |
| 10     | Švédsko (SWE)                | 0     | 2       | 0     | 2       |
| 11     | Nový Zéland (NZL)            | 0     | 1       | 1     | 2       |
| 12     | Austrálie (AUS)              | 0     | 1       | 0     | 1       |
| 13     | Kuba (CUB)                   | 0     | 1       | 0     | 1       |
| 14     | Dánsko (DEN)                 | 0     | 1       | 0     | 1       |
| 15     | Polsko (POL)                 | 0     | 1       | 0     | 1       |
| 16     | Rusko (RUS)                  | 0     | 0       | 3     | 3       |
| 17     | Čína (CHN)                   | 0     | 0       | 1     | 1       |
| 18     | Itálie (ITA)                 | 0     | 0       | 1     | 1       |
| 19     | Japonsko (JPN)               | 0     | 0       | 1     | 1       |
| 20     | Ukrajina (UKR)               | 0     | 0       | 1     | 1       |
| Celkem | Celkem                       | 18    | 18      | 18    | 54      |